# Първа луна
„Първа луна“ е вторият студиен албум на певицата Мария. Издаден е от Пайнер през 2001 година и включва 13 песни.

## Песни
1. Две измамливи очи
2. Първа луна
3. Любовта да ми шепти
4. Дъжд от звезди
5. 100 лъжи
6. Заклевам те
7. Нещо секси
8. Пленница
9. Не знаеш
10. Не давам
11. Мой си
12. Ще те накажем (дует с Емилия)
13. Заклевам те (инструментал)

## Видеоклипове
| Видеоклип         | Премиера | Албум      | Режисьор                      |
| ----------------- | -------- | ---------- | ----------------------------- |
| Ще те накажем     | 2001     | Първа луна | Николай Скерлев               |
| Първа луна        | 2001     | Първа луна | Николай Скерлев               |
| Две измамливи очи | 2002     | Първа луна | Николай Скерлев               |
| Заклевам те       | 2002     | Първа луна | Николай Нанков/Петьо Картулев |
| Нещо секси        | 2002     | Първа луна | Николай Нанков/Петьо Картулев |
| Не знаеш          | 2002     | Първа луна | Николай Скерлев               |

## ТВ Версии
| Видеоклип      | Албум      | Програма                           |
| -------------- | ---------- | ---------------------------------- |
| Първа луна     | Първа луна | Новогодишна програма „Пайнер“ 2001 |
| Не знаеш       | Първа луна | Лятна програма „Чифлика“ 2002      |
| Дъжд от звезди | Първа луна | Коледна програма „Коледна мечта“   |

## Музикални изяви

### Участия в концерти
- Златният мустанг 2001 – изп. „В забрава“ и „Първа луна“
- Откриване телевизия „Планета“ – изп. „Първа луна“ и „Ще те накажем“
- Благотворителен концерт на „Пайнер“ – изп. „Нещо секси“